# Estudiantina

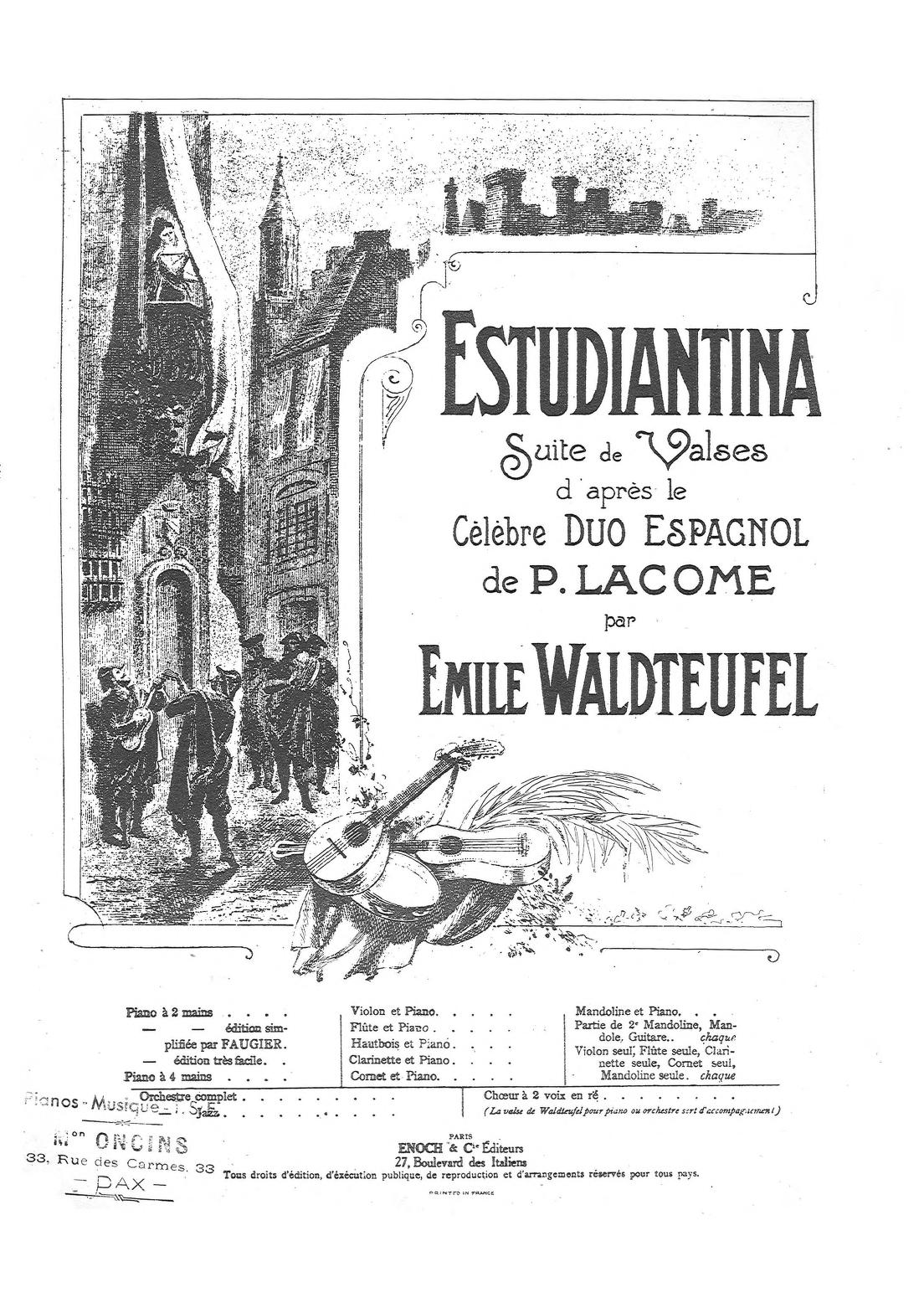
Notenheft von 1883

Estudiantina (deutsch auch Studentenwalzer) ist ein Konzertwalzer von Émile Waldteufel (op. 191) aus dem Jahr 1883. Das im Auftrag des Verlegers Carl Enoch geschriebene Werk basiert auf dem berühmten Duett Estudiantina (Bezeichnung für eine Gruppe von Studenten) von Paul Lacôme (1838–1920), das Waldteufel allerdings mit Motiven weiterer spanischer Lieder anreicherte. Daneben sind auch Einflüsse von Johann Strauss zu verzeichnen. Wie viele Waldteufel-Walzer zeichnet sich Estudiantina durch eine Vielzahl häufig kontrastierender Themen aus. Bemerkenswert ist der häufige Wechsel der Tonart sowie die Wiederholung von Motiven nach wechselnden Mustern. Zunächst komponierte Waldteufel eine Version für zwei Klaviere, ehe die im heutigen Konzertbetrieb verbreitete Orchesterfassung folgte. Das lebhafte, sich durch eine Vielzahl kontrastreicher Themen auszeichnende Werk beschwört südländische Stimmung herauf.

## Aufbau
- Einleitung (Introduction): Anders als bei anderen Waldteufel-Walzern fällt die Einleitung mit 12 Takten sehr kurz aus. Sie beginnt mit einer Fanfare auf der Dominante von D-Dur, die dann in den charakteristischen Drei-Viertel-Takt des Walzers übergeht.
- 1. Satz („Refrain“, Struktur: AABB): Der Satz steht in D-Dur und greift zunächst zweimal das Motiv der Eröffnungsfanfare auf, um dann ebenfalls zweimal ein weiteres Motiv zu präsentieren, das jeweils mit einem leichteren Abschnitt beginnt und einem Tutti der Orchesters endet.
- 2. Satz („Couplet“, Struktur: ABBA): Der in G-Dur geschriebene Satz basiert anfangs auf einer schlichten Melodie, die wiederholte Noten und Triolen mischt. Es folgt zweimal der „Chanson d’automne“, ehe der Satz mit einer Wiederholung des ersten Teils schließt.
- 3. Satz („Jota de la Estudiantina – Tirana“, Struktur: AABBA) beginnt mit einer im Wesentlichen in Achtelnoten geschriebenen, eingängigen D-Dur-Melodie. Abgelöst wird sie von den h-Moll-Motiven der „Tirana“.
- 4. Satz („De Cádiz al Puerto – El Tripili“, Struktur: AABBA): Der wieder in G-Dur geschriebene Satz wechselt zwischen „Piano“- und „Forte“-Passagen, worauf der zweite Teil „El Tripili“ folgt.
- Die abschließende Coda vereint Themen aus der Einleitung und dem ersten Satz, wobei teilweise in A-Dur gewechselt wird.

## Wirkung
Themen aus Estudiantina wurde von mehreren späteren Werken aufgegriffen:
- Eine bekannte Bearbeitung für Mandoline stammt von Jean Pietrapertosa (op. 8).
- Jakow Prigoshijs Lied der Zigeunerin von 1886, zu einem Text von Jakow Petrowitsch Polonski von 1851
- Cindy & Berts Song Spaniens Gitarren von 1973
- Langjähriger Werbespot der amerikanischen Brauerei Rheingold Breweries